# InRetail
InRetail (también llamada InRetail Perú, siendo esta su subsidiaria, y legalmente registada como Intercorp Retail) es un conglomerado empresarial peruano, filal de Intercorp, dedicado a la gestión de supermercados, farmacias y centros comerciales. Es una empresa índice del S&P/BVL Perú General.

## Historia
Fue fundada en 2011, bajo la denominación de IFH Pharma Corp., el a 9 de mayo de 2012 cambia su denominación a Agora Retail Corp. y finalmente el 12 de julio de 2012 adoptó su denominación actual de InRetail Perú Corp. Su centro de operaciones se encuentra en Panamá y Marco Sifuentes lo cataloga de off-shore.
En 2018, adquiere la empresa Quicorp, y sus marcas Química Suiza y Mifarma. por un monto de 583 millones de dólares.
El 23 de diciembre de 2020, InRetail Perú adquirió las operaciones de Makro en Perú por un monto de 359 millones de dólares.
El 6 de febrero de 2023, adquirió la empresa de pedido de comida en línea; Jokr.
En marzo de 2024, anuncia la venta de sus operaciones en Bolivia a la empresa Lecar.
En noviembre de 2024, anuncia la compra de la cadena de supermercados Chile, Erbi.
En 2025 ocurrió el colapso del techo del Real Plaza Trujillo, lo que provocó una crisis de reputación para InRetail. El derrumbe se cobró entre seis y ocho víctimas mortales y la reacción inicial de los directivos aumentó el descontento de las autoridades, los medios de comunicación y la opinión pública. Según el diario Gestión, su valor financiero se redujo de 30.5 a 28.32 dólares estadounidenses por acción en cuatro días.  Seis meses después, Infobae indicó que el valor total de la empresa se había reducido en un 10 %, es decir, de 3318 a 2935 millones de dólares.

## Portafolio

### Super Food Holding
Es la división de la empresa que se dedica a la gestión de supermercados a través de sus marcas: Plaza Vea, Vivanda, Mass, Makro y Erbi.

### InRetail Pharma
Es la división de la empresa que se dedica a la gestión de farmacias a través de sus marcas: Inkafarma, Mifarma, Farmacias Peruanas, Quicorp y Química Suiza. Acorde a Salud con lupa, en 2025, Inkafarma y Mifarma concentran el 72 % del mercado farmacéutico del país y priorizan la venta de medicamentos de marca para generar ingresos.

### InRetail Real Estate
Es la división de la empresa que se dedica a la gestión de 22 centros comerciales tales como: Real Plaza y Plaza Center. En 2025, generó ingresos de más de 800 millones de soles. En 2024, ambas marcas se fusionaron para formar simplemente Real Plaza.